# Territorialprälatur Chuquibambilla
Die Territorialprälatur Chuquibambilla (lat.: Praelatura Territorialis Chuquibambillensis) ist eine in Peru gelegene römisch-katholische Territorialprälatur mit Sitz in Chuquibambilla. Ihr Gebiet besteht aus den Provinzen Antabamba, Cotabambas und Grau der Region Apurímac.

## Geschichte
Die Territorialprälatur Chuquibambilla wurde am 26. April 1968 durch Papst Paul VI. mit der Apostolischen Konstitution Qui idcirco aus Gebietsabtretungen des Bistums Abancay errichtet und dem Erzbistum Cuzco als Suffragan unterstellt.

## Sprengel
Die Territorialprälatur Chuquibambilla umfasst die Provinzen Antabamba, Cotabambas und Grau.

## Prälaten von Chuquibambilla
- Lorenzo Miccheli Filippetti OSA, 12. August 1976 – 16. Juli 1986
- Domenico Berni Leonardi OSA, 29. März 1989 – 24. April 2018
- Edinson Edgardo Farfán Córdova OSA, 7. Dezember 2019 – 14. Februar 2024, dann Bischof von Chiclayo
- Wilder Alberto Vásquez Saldaña OSA, seit 8. April 2025